# 蒙特維爾 (緬因州)
蒙特維爾（英語：Montville）是一個位於美國緬因州瓦多縣的鎮。

## 人口
根據2020年美國人口普查的數據，蒙特維爾的面積為111.73平方千米，當中陸地面積為110.49平方千米，而水域面積為3.24平方千米。當地共有人口1020人，而人口密度為每平方千米9人。